# USD Coin
USD Coin (USDC) est une cryptomonnaie stable rattachée au dollar américain. USD Coin est géré par un consortium appelé Centre, fondé par Circle et comprennant des membres de l'échange de crypto-monnaie Coinbase et de la société minière Bitcoin Bitmain, un investisseur dans Circle. L'USDC est émis par une entité privée et ne doit pas être confondu avec une monnaie numérique de banque centrale (CBDC).

## Utilisation
USDC est principalement disponible en tant que jeton Ethereum ERC-20, et sur les blockchains, y compris Hedera Hashgraph, Algorand,  Avalanche, Solana, Stellar, Polygon et Tron.

## Réserves
Circle affirme que chaque USDC est soutenu par un US Dollar détenu en réserve, ou par d'autres « investissements approuvés », bien que ceux-ci ne soient pas détaillés. Le libellé sur le site Web de Circle est passé de l'ancien « adossé à des dollars américains » à « adossé à des actifs entièrement réservés » en juin 2021.
Les réserves de l'USDC sont régulièrement attestées (mais non auditées) par Grant Thornton LLP, et les attestations mensuelles peuvent être trouvées sur le site Web du Centre Consortium.

## Histoire
USDC est annoncé pour la première fois le 15 mai 2018 par Circle et est lancée en septembre 2018,.
Le 29 mars 2021, Visa annonce qu'elle autoriserait l'utilisation de l'USDC pour effectuer des transactions sur son réseau de paiement.
En juillet 2022, Circle indique qu'il y a 55 milliards d'USDC en circulation.
Le 11 mars 2023, l'USDC perd son adossage au dollar après que Circle ait confirmé que 3,3 milliards de dollars, soit environ 8% de ses réserves, étaient en danger en raison de l'effondrement de la Silicon Valley Bank survenu la veille. Apres être descendue jusqu'à $0.87, l'USDC remonte à 1$ après que Circle a annoncé que les $3.3 milliards détenus par SVB seraient disponibles.